# Lijst van Romeinse keizers
Met de stichting van het principaat door Augustus in 27 v.Chr. en de consolidatie ervan door zijn opvolger Tiberius in het jaar 14 begon het Romeinse Keizerrijk. Toen het rijk verdeeld werd in een westelijk en een oostelijk deel, bleef het eerste tot 476 en het laatste tot 1453 een keizerrijk.

## Begin van het keizerrijk

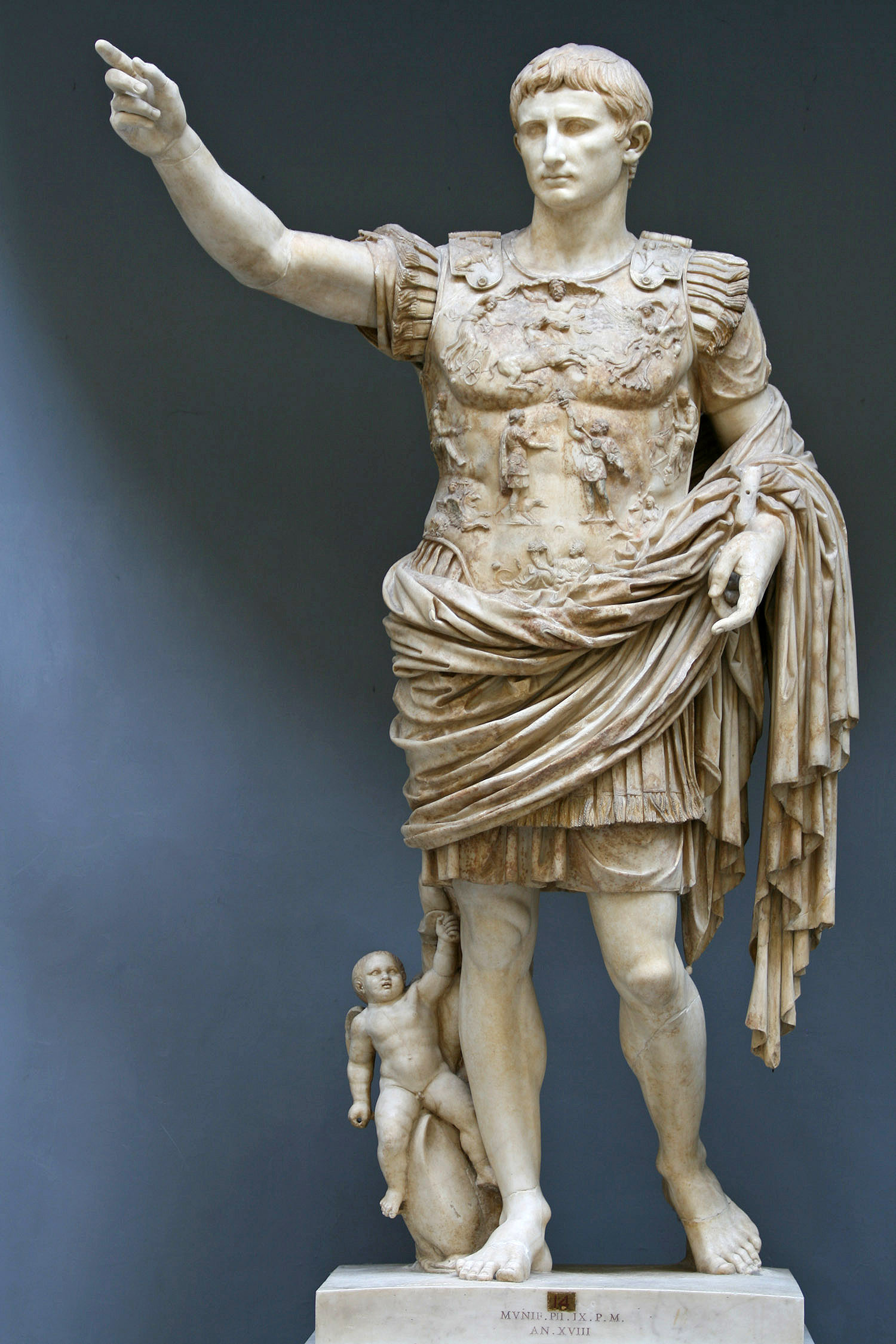
Gaius Julius Caesar Octavianus.

Het Romeinse Rijk wordt geacht begonnen te zijn met keizer Augustus. Julius Caesar was geen keizer. Hij werd in 44 v.Chr. benoemd tot dictator perpetuus (dictator voor het leven). Een maand later werd hij al vermoord. Er volgde een burgeroorlog, die in 27 v.Chr. eindigde toen Augustus princeps van Rome werd. Het woord "keizer" is afgeleid van de naam Caesar. (De C werd door de Romeinen oorspronkelijk als K uitgesproken en ae als ai). De latere keizers voerden de titel Augustus (de verhevene), hun beoogde opvolgers droegen de titel Caesar. In de tijd van de tetrarchie waren er twee Augusti en twee Caesares. Het rijk was toen bestuurlijk opgedeeld in oost en west.
Hoewel het keizerrijk hoe langer hoe meer als een monarchie begon te functioneren, was in theorie de keizer nog steeds een ambtenaar in de oude res publica (republiek; letterlijk: "zaak van het volk"). De keizer kon de monarchale titel van koning (rex) niet dragen, daar er namelijk sinds eeuwen een taboe op rustte, door de ontsporing die had plaats gehad onder de laatste koning Tarquinius Superbus. Het ontbreken van een dynastieke traditie was de zwakke schakel in het systeem omdat de opvolging niet officieel geregeld was. In het begin zorgde de zittende keizer vaak door adoptie voor een volwassen en - hopelijk - kundige opvolger. Later ging de opvolging vaak door moord op de zittende keizer en het uitroepen van een nieuwe door het leger. Vooral in de periode van de soldatenkeizers regeerden de keizers soms maar een paar maanden voordat ze alweer vermoord werden door een nieuwe troonpretendent. Deze interne onrust verzwakte het Rijk soms gevaarlijk en langzaam brak het besef door dat er iets moest veranderen in het proces van machtswisseling. Pas in de vierde eeuw begint het keizerschap echt erfelijk te worden met kinderen op de troon, terwijl de regering waargenomen wordt door een regent.

### Einde van het West-Romeinse Rijk
Rond de tijd van Romulus Augustulus was van het westelijk deel van het keizerrijk alleen nog Italië over, en een klein stukje van Gallië. Hij heeft ook niet langer dan ongeveer tien maanden over dit rijk geregeerd; waarschijnlijk tot 4 september 476. Op die datum, of misschien kort daarna, werd hij onttroond door Odoaker, leider van de opstandige Germaanse troepen, die zichzelf daarna uitriep tot koning der Germanen in Italië, onder het (theoretische) keizerschap van het Oosten. Vandaar dat, ook al is er één bron die Romulus Augustulus een regering van 10 jaar toebedeelt, 476 over het algemeen beschouwd wordt als het einde van het West-Romeinse keizerschap. Dit theoretische ongedeelde keizerschap van de Oost-Romeinse keizers over het gehele Romeinse Rijk bleef geldig totdat Karel de Grote door keizerin Irene van Constantinopel, overigens met tegenzin, na zijn keizerskroning door paus Leo III op 25 december 800, werd erkend als nieuwe 'keizer van het Westen'.

### Einde van het Oost-Romeinse Rijk
Na de dood van keizer Phocas veranderde de nieuwe keizer Herakleios en zijn opvolgers na 610 het Latijnse Oost-Romeinse Rijk uit de late oudheid in het Griekse Byzantijnse Rijk van de vroege middeleeuwen. Kruisvaarders van de vierde kruistocht poogden er terug een Latijns keizerrijk (1204-1261) van te maken, maar werden enkele decennia later door de Griekse Byzantijnen onder Michaël VIII Palaiologos weer verdreven. In de tijd van Constantijn XI was van het keizerrijk weinig meer over dan de stad Constantinopel, omgeven door Turks gebied. Op 29 mei 1453 sneuvelde Constantijn XI en viel Byzantium in handen van de Turken. Weliswaar hield met het keizerrijk Trebizonde nog een loot van het keizerrijk stand tot 1461, maar Byzantium was eeuwenlang de hoofdstad geweest van wat restte van het Romeinse Rijk, vandaar dat 1453 gezien wordt als het jaar waarin het Romeinse Rijk, na een bestaan van 21 eeuwen, ten val kwam. Overigens namen de Turken veel van hun staatsorganisatie gewoon over van de Byzantijnen en bleef Constantinopel nog steeds de hoofdstad van een imperium: nu van het Ottomaanse Rijk dat zich als voortzetting van het Romeinse Rijk zag dat het westen moest heroveren.

## Lijst van keizers

### Vroege en hoge keizertijd in het Romeinse rijk
| Keizer                                 | Volledige naam                                                                  | Regeringsperiode            | Opmerkingen                                                                                 |
| Julisch-Claudische dynastie            | Julisch-Claudische dynastie                                                     | Julisch-Claudische dynastie | Julisch-Claudische dynastie                                                                 |
| -------------------------------------- | ------------------------------------------------------------------------------- | --------------------------- | ------------------------------------------------------------------------------------------- |
| Augustus                               | Gaius Octavianus, Gaius Julius Caesar, Imperator Caesar Augustus                | 27 v.Chr.-14 n.Chr.         | Eerste Romeinse keizer, adoptiezoon van Julius Caesar                                       |
| Tiberius                               | Tiberius Claudius Nero, Tiberius Julius Caesar Augustus                         | 14-37                       | Adoptiezoon van Augustus                                                                    |
| Caligula                               | Gaius Julius Caesar, Gaius Caesar Augustus Germanicus                           | 37-41                       | Neef en tevens adoptiezoon van Tiberius. In 41 vermoord.                                    |
| Claudius I                             | Tiberius Claudius Nero Germanicus, Tiberius Claudius Caesar Augustus Germanicus | 41-54                       | Veroverde Brittannië en Mauretania. Vergiftigd.                                             |
| Nero                                   | Lucius Domitius Ahenobarbus, Nero Claudius Caesar Augustus Germanicus           | 54-68                       | Keizer tijdens de grote brand van Rome in 64. Pleegde zelfmoord.                            |
| Vierkeizerjaar                         |                                                                                 |                             |                                                                                             |
| Galba                                  | Servius Sulpicius Galba                                                         | 68-69                       | Vermoord in opdracht van Otho                                                               |
| Otho                                   | Marcus Salvius Otho                                                             | 69-69                       | Zelfmoord na nederlaag tegen Vitellius                                                      |
| Vitellius                              | Aulus Vitellius                                                                 | 69-69                       | Gemarteld en vermoord door soldaten van Vespasianus                                         |
| Flavische dynastie                     |                                                                                 |                             |                                                                                             |
| Vespasianus                            | Titus Flavius Vespasianus                                                       | 69-79                       | Consolideerde bestuur en financiën, begon bouw van Colosseum                                |
| Titus                                  | Titus Flavius Caesar Vespasianus Augustus                                       | 79-81                       | Opende het Colosseum. Keizer tijdens de uitbarsting van de Vesuvius.                        |
| Domitianus                             | Titus Flavius Domitianus                                                        | 81-96                       | Beëindigde de Romeinse expansie in Germanië                                                 |
| Saturninus                             | Lucius Antonius Saturninus                                                      | 89                          | Tegenkeizer in Germanië, gesneuveld                                                         |
| Adoptiefkeizers en Antonijnse dynastie |                                                                                 |                             |                                                                                             |
| Nerva                                  | Marcus Cocceius Nerva                                                           | 96-98                       | Adopteerde Trajanus, stichter van het adoptiefkeizerschap                                   |
| Trajanus                               | Marcus Ulpius Traianus                                                          | 98-117                      | Grootste uitbreiding van het Romeinse Rijk                                                  |
| Hadrianus                              | Publius Aelius Hadrianus                                                        | 117-138                     | Consolideerde de grenzen van het rijk, bouwheer van de muur van Hadrianus                   |
| Antoninus Pius                         | Titus Aurelius Fulvus Boionius Arrius Antoninus                                 | 138-161                     | Stichter van de Antonijnse dynastie. Zette het beleid van consolidatie van Hadrianus voort. |
| Marcus Aurelius                        | Marcus Aurelius Antoninus                                                       | 161-180                     | Filosoof-keizer                                                                             |
| Avidius Cassius                        | Gaius Avidius Cassius                                                           | 175                         | Tegenkeizer in Syria en Egypte, vermoord                                                    |
| Lucius Verus                           | Lucius Ceionius Commodus Verus                                                  | 161-169 medekeizer          | Leidde veldtocht tegen de Parthen                                                           |
| Commodus                               | Lucius Aurelius Commodus, Lucius Aelius Aurelius Commodus                       | 177-180 medekeizer 180-192  | Zoon van Marcus Aurelius, vermoord                                                          |
| Vijfkeizerjaar                         |                                                                                 |                             |                                                                                             |
| Pertinax                               | Publius Helvius Pertinax                                                        | 193-193                     | Vermoord door de pretoriaanse garde                                                         |
| Didius Julianus                        | Marcus Didius Severus Julianus                                                  | 193-193                     | Vermoord in opdracht van de senaat                                                          |
| Pescennius Niger                       | Gaius Pescennius Niger                                                          | 193–194                     | Tegenkeizer in Syrië, vermoord                                                              |
| Clodius Albinus                        | Decimus Clodius Septimius Albinus                                               | 195–197                     | Tegenkeizer in Brittannië, gesneuveld                                                       |
| Severische dynastie                    |                                                                                 |                             |                                                                                             |
| Septimius Severus                      | Lucius Septimius Severus                                                        | 193-211                     | Leidde veldtochten in Mesopotamië en Brittannië                                             |
| Caracalla                              | Lucius Septimius Bassianus, Marcus Aurelius Antoninus                           | 198-211 medekeizer 211-217  | Oudste zoon van Septimus Severus. Verleende alle vrijen Romeins burgerrecht.                |
| Geta                                   | Publius Septimius Geta                                                          | 209-211 medekeizer          | Zoon van Septimus Severus. Vermoord in opdracht van zijn broer Caracalla.                   |
| Macrinus                               | Marcus Opellius Macrinus                                                        | 217-218                     | Geen Severiër, geëxecuteerd                                                                 |
| Diadumenianus                          | Marcus Opellius Antoninus Diadumenianus                                         | 218-218                     | Medekeizer van zijn vader Macrinus                                                          |
| Elagabalus / Heliogabalus              | Varius Avitus Bassianus, Marcus Aurelius Antoninus                              | 218-222                     | Vereerde de zonnegod Elagabal                                                               |
| Gellius Maximus                        | onbekend                                                                        | 219                         | Tegenkeizer in Syrië, geëxecuteerd                                                          |
| Verus                                  | onbekend                                                                        | 219                         | Tegenkeizer in Syrië, geëxecuteerd                                                          |
| Seleucus                               | Julius Antonius Seleucus of Marcus Flavius Vitellius Seleucus                   | na 221                      | Tegenkeizer                                                                                 |
| Severus Alexander                      | Marcus Julius Gessius Bassianus Alexianus, Marcus Aurelius Severus Alexander    | 222-235                     | Bij Mogontiacum door opstandige soldaten gedood                                             |
| Seius Sallustius                       | Seius Sallustius Macrinus                                                       | ca 227                      | Tegenkeizer, schoonvader van Severus Alexander                                              |
| Taurinus                               | onbekend                                                                        | onduidelijk                 | Tegenkeizer in het oosten, verdronken in de Eufraat                                         |

### De crisis van de derde eeuw
| Keizer                        | Volledige naam                                           | Regeringsperiode       | Opmerkingen                                                                                 |
| Vroege soldatenkeizers        | Vroege soldatenkeizers                                   | Vroege soldatenkeizers | Vroege soldatenkeizers                                                                      |
| ----------------------------- | -------------------------------------------------------- | ---------------------- | ------------------------------------------------------------------------------------------- |
| Maximinus I Thrax             | Gaius Julius Verus Maximinus Thrax                       | 235-238                | Eerste soldatenkeizer, vermoord door zijn eigen troepen                                     |
| Magnus                        | (? Gaius Petronius) Magnus                               | 235                    | Tegenkeizer, geëxecuteerd                                                                   |
| Quartinus                     | onbekend                                                 | 235                    | Tegenkeizer, vermoord                                                                       |
| Gordianus I                   | Marcus Antonius Gordianus Sempronianus Romanus Africanus | 238-238                | Regeerde slechts 20 dagen, pleegde zelfmoord                                                |
| Gordianus II                  | Marcus Antonius Gordianus Sempronianus Romanus           | 238-238                | Regeerde slechts 20 dagen, gesneuveld                                                       |
| Pupienus                      | Marcus Clodius Pupienus Maximus                          | 238-238                | Regeerde met Balbinus, vermoord door de pretoriaanse garde                                  |
| Balbinus                      | Decimus Caelius Calvinus Balbinus                        | 238-238                | Regeerde met Pupienus, vermoord door de pretoriaanse garde                                  |
| Gordianus III                 | Marcus Antonius Gordianus                                | 238-244                | Gestorven op veldtocht in Perzië                                                            |
| Sabinianus                    | (? Marcus Asinius) Sabinianus                            | 240                    | Tegenkeizer in Afrika, vermoedelijk geëxecuteerd                                            |
| Philippus I Arabs             | Marcus Julius Philippus                                  | 244-249                | Gesneuveld                                                                                  |
| Philippus II                  | Marcus Julius Severus Philippus                          | 247-249                | zoon en medekeizer van Philippus Arabs, vermoord                                            |
| Iotapianus                    | Marcus F(ulvius?) Ru(fus?) Iotapianus                    | 248                    | Tegenkeizer in het oosten, door zijn eigen troepen gedood                                   |
| Pacatianus                    | Tiberius Claudius Marinus Pacatianus                     | 249                    | Tegenkeizer aan de Donau, door zijn eigen troepen vermoord                                  |
| Silbannacus                   | Mar Silbannacus                                          | onduidelijk            | Tegenkeizer in Germanië, verslagen door Decius                                              |
| Decius                        | Gaius Messius Quintus Traianus Decius                    | 249-251                | Gesneuveld tegen de Goten. Hij was de eerste Romeinse keizer die sneuvelde in een veldslag. |
| Priscus                       | Gaius Julius Priscus                                     | 250                    | Tegenkeizer in het oosten                                                                   |
| Licinianus                    | Julius Valens Licinianus                                 | 250                    | Tegenkeizer, gesteund door de senaat                                                        |
| Herennius Etruscus            | Quintus Herennius Etruscus Messius Decius                | 251-251                | zoon en medekeizer van Decius, gesneuveld                                                   |
| Trebonianus Gallus            | Gaius Vibius Trebonianus Gallus                          | 251-253                | door zijn eigen troepen vermoord                                                            |
| Hostilianus                   | Gaius Valens Hostilianus Messius Quintus                 | 251-251                | zoon van Decius en medekeizer van Trebonianus Gallus, gestorven aan de pest                 |
| Volusianus                    | Gaius Vibius Afinius Gallus Veldumnianus Volusianus      | 251-253                | Medekeizer van zijn vader Trebonianus Gallus, gesneuveld                                    |
| Aemilianus                    | Marcus Aemilius Aemilianus                               | 253-253                | door zijn eigen troepen vermoord                                                            |
| Valerianus I                  | Publius Licinius Valerianus                              | 253-260                | Gevangengenomen door de Sassaniden                                                          |
| Uranius Antoninus             | Lucius Julius Aurelius Sulpicius Uranius Antoninus       | 253/254                | Tegenkeizer in Syrië, onzekerheid over keizerschap                                          |
| Mareades                      | onbekend                                                 | onduidelijk            | Tegenkeizer in het oosten, geëxecuteerd                                                     |
| Gallienus                     | Publius Licinius Egnatius Gallienus                      | 253-268                | Vermoord door officieren                                                                    |
| Valerianus II                 | Publius Licinius Cornelius Valerianus                    | 256-258                | Onderkeizer van zijn vader Gallienus                                                        |
| Saloninus                     | Publius Licinius Cornelius Saloninus                     | 258-260                | Onderkeizer van zijn vader Gallienus, vermoord                                              |
| Ingenuus                      | onbekend                                                 | 260                    | Tegenkeizer in Pannonië                                                                     |
| Regalianus                    | Publius C(assius?) Regalianus                            | 260                    | Tegenkeizer aan de Donau, gedood door zijn eigen troepen                                    |
| Macrianus Minor               | Titus Fulvius Iunius Macrianus                           | 260–261                | Tegenkeizer in het oosten, gesneuveld                                                       |
| Quietus                       | Titus Fulvius Iunius Quietus                             | 260–261                | Tegenkeizer in het oosten, gedood door het volk                                             |
| Ballista                      | Callistus                                                | 261                    | Steunde de Macrianen, vermoord door Odaenathus                                              |
| Piso                          | Calpurnius Piso Frugi                                    | 261                    | Tegenkeizer, gedood door de troepen van Valens                                              |
| Valens Thessalonicus          | Valens Thessalonicus                                     | 261                    | Tegenkeizer in Griekenland, gedood door zijn eigen troepen                                  |
| Memor                         | onbekend                                                 | 261/262                | Steunde de Macrianen, geëxecuteerd                                                          |
| Mussius Aemilianus            | Lucius Mussius Aemilianus                                | 261–262                | Steunde de Macrianen, geëxecuteerd                                                          |
| Aureolus                      | onbekend                                                 | 268                    | Tegenkeizer in Milaan, gedood door de pretoriaanse garde                                    |
| Celsus                        | onbekend                                                 | onduidelijk            | Tegenkeizer in Afrika, misschien fictief                                                    |
| Trebellianus                  | onbekend                                                 | onduidelijk            | Tegenkeizer in Klein-Azië, misschien fictief                                                |
| Keizer van het Gallische Rijk |                                                          |                        |                                                                                             |
| Postumus                      | Marcus Cassianus Latinius Postumus                       | 260-269                | Vermoord door zijn eigen troepen                                                            |
| Laelianus                     | Ulpius Cornelius Laelianus                               | 269                    | Tegenkeizer, gedood door zijn eigen troepen                                                 |
| Marius                        | Marcus Aurelius Marius                                   | 269-269                | Vermoord door een soldaat                                                                   |
| Victorinus                    | Marcus Piav(v)onius Victorinus                           | 269-271                | verloor Hispania, door een officier vermoord                                                |
| Domitianus                    | onbekend                                                 | 271                    | Enkele dagen tegenkeizer                                                                    |
| Tetricus I                    | Gaius Pius Esuvius Tetricus                              | 271-274                | Verslagen en afgezet door Aurelianus                                                        |
| Tetricus II                   | Gaius Pius Esuvius Tetricus                              | 273-274                | Medekeizer van zijn vader Tetricus I                                                        |
| Faustinus                     | onbekend                                                 | 274                    | Tegenkeizer                                                                                 |
| Late soldatenkeizers          |                                                          |                        |                                                                                             |
| Claudius II Gothicus          | Marcus Aurelius Claudius Gothicus                        | 268-270                | Versloeg de Goten, stierf aan de pest                                                       |
| Censorinus                    | onbekend                                                 | 269–270                | Tegenkeizer, misschien fictief                                                              |
| Quintillus                    | Marcus Aurelius Claudius Quintillus                      | 270-270                | Pleegde na 77 dagen keizerschap zelfmoord                                                   |
| Aurelianus                    | Lucius Domitius Aurelianus                               | 270-275                | Herenigde het rijk                                                                          |
| Vabalathus                    | Lucius Julius Aurelius Septimius Vaballathus Athenodorus | 270–272                | Tegenkeizer in het oosten, zoon van Zenobia                                                 |
| Felicissimus                  | onbekend                                                 | 271                    | Tegenkeizer in Rome, gesneuveld                                                             |
| Septimius                     | onbekend                                                 | 271                    | Tegenkeizer in Dalmatia, gedood door zijn eigen troepen                                     |
| Urbanus                       | onbekend                                                 | 271/272                | Tegenkeizer, gedood door troepen van Aurelianus                                             |
| Firmus                        | onbekend                                                 | 272                    | Steunde Zenobia, geëxecuteerd                                                               |
| Tacitus                       | Marcus Claudius Tacitus                                  | 275-276                | Versloeg de Goten                                                                           |
| Florianus                     | Marcus Annius Florianus                                  | 276-276                | Broer van Tacitus, door zijn eigen troepen vermoord                                         |
| Probus                        | Marcus Aurelius Probus                                   | 276-282                | Vermoord door ontevreden soldaten                                                           |
| Saturninus                    | Julius Saturninus                                        | 280/81                 | Tegenkeizer in Egypte, door zijn eigen troepen vermoord                                     |
| Bonosus                       | onbekend                                                 | 280/281                | Tegenkeizer aan de Rijn, pleegde zelfmoord                                                  |
| Proculus                      | onbekend                                                 | 280/281                | Tegenkeizer in Gallië, geëxecuteerd                                                         |
| Carus                         | Marcus Aurelius Carus                                    | 282-283                | Op veldtocht in Perzië getroffen door de bliksem                                            |
| Carinus                       | Marcus Aurelius Carinus                                  | 283-285                | Vermoord door een officier                                                                  |
| Numerianus                    | Marcus Aurelius Numerius Numerianus                      | 283-284                | Medekeizer van Carinus                                                                      |
| Julianus I                    | Marcus Aurelius Sabinus Julianus                         | 284/285                | Tegenkeizer in Italië, waarschijnlijk gesneuveld                                            |

### Late oudheid
| Keizer                               | Volledige naam                                                                       | Regeringsperiode                        | Opmerkingen |
| Tetrarchie                           | Tetrarchie                                                                           | Tetrarchie                              | Tetrarchie |
| ------------------------------------ | ------------------------------------------------------------------------------------ | --------------------------------------- | --- |
| Diocletianus                         | Diocles, Gaius Aurelius Valerius Diocletianus                                        | 284-305                                 | Voerde omvangrijke hervormingen door; trad na 20 jaar vrijwillig af                                                              |
| Domitius Domitianus                  | Lucius Domitius Domitianus                                                           | 297–298                                 | Tegenkeizer in Egypte |
| Maximianus                           | Marcus Aurelius Valerius Maximianus                                                  | 285-305 keizer 307-308 310              | Keizer in het westen, gedwongen afgetreden                                                                                       |
| Carausius                            | Marcus Aurelius Mausaeus Carausius                                                   | 286–293                                 | Tegenkeizer in Brittannië, vermoord                                                                                              |
| Allectus                             | onbekend                                                                             | 293–296                                 | Tegenkeizer in Brittannië, gesneuveld                                                                                            |
| Galerius                             | Gaius Galerius Valerius Maximianus                                                   | 293-305 onderkeizer 305-311 onderkeizer | Onderkeizer in het oosten, versloeg de Sassaniden                                                                                |
| Constantius I Chlorus                | Flavius Valerius Constantius                                                         | 293-305 onderkeizer 305-306 keizer      | Onderkeizer in het westen, heroverde Brittannië                                                                                  |
| Severus II                           | Flavius Valerius Severus                                                             | 305-306 onderkeizer 306-307             | Onderkeizer in het westen, vermoord                                                                                              |
| Maximinus II Daia                    | Gaius Galerius Valerius Maximinus                                                    | 305-310 onderkeizer 310-313             | Onderkeizer in het oosten |
| Licinius                             | Gaius Valerius Licinianus Licinius                                                   | 307-324                                 | Keizer in het oosten, geëxecuteerd door Constantijn I                                                                            |
| Valerius Valens                      | Aurelius Valerius Valens                                                             | 316-317                                 | Medekeizer van Licinius, geëxecuteerd                                                                                            |
| Licinius II                          | Flavius Valerius Licinianus Licinius                                                 | 317-324                                 | zoon en onderkeizer van Licinius, stierf in gevangenschap                                                                        |
| Martinianus                          | (? Sextus Marcius) Martinianus                                                       | 324-324                                 | Medekeizer van Licinius, geëxecuteerd                                                                                            |
| Maxentius                            | Marcus Aurelius Valerius Maxentius                                                   | 306-312                                 | zoon van Maximianus, na een veldslag verdronken                                                                                  |
| Domitius Alexander                   | Lucius Domitius Alexander                                                            | 308–309                                 | Tegenkeizer in Afrika, geëxecuteerd                                                                                              |
| Constantinische dynastie             |                                                                                      |                                         | |
| Constantijn I                        | Flavius Valerius Constantinus                                                        | 306-337 keizer                          | Stichtte Constantinopel |
| Calocaerus                           | onbekend                                                                             | 333/334                                 | Tegenkeizer op Cyprus |
| Dalmatius                            | Flavius Dalmatius                                                                    | 335-337                                 | Onderkeizer van zijn oom Constantijn                                                                                             |
| Constantijn II                       | Flavius Claudius Constantinus                                                        | 337-340 keizer                          | Onderkeizer in Gallië, Brittannië en Hispania, gesneuveld                                                                        |
| Constans I                           | Flavius Julius Constans                                                              | 337-340 onderkeizer 340-350 keizer      | Onderkeizer in het westen, op de vlucht gedood                                                                                   |
| Constantius II                       | Flavius Julius Constantius                                                           | 337-350 onderkeizer 350-361 keizer      | Keizer in het oosten, sinds 353 alleenheerser                                                                                    |
| Magnentius                           | Flavius Magnus Magnentius                                                            | 350–353                                 | Tegenkeizer in het westen, verslagen door Constantius II                                                                         |
| Nepotianus                           | Flavius Julius Popilius Nepotianus                                                   | 350                                     | Tegenkeizer in Rome, verslagen door Magnentius                                                                                   |
| Vetranio                             | onbekend                                                                             | 350-350                                 | Medekeizer van Constantius tegen Magnentius in Illyrië, afgetreden                                                               |
| Constantius Gallus                   | Flavius Constantius Gallus                                                           | 351-354                                 | Neef van Constantius II, onderkeizer in Syrië                                                                                    |
| Silvanus                             | Claudius Silvanus                                                                    | 355                                     | Tegenkeizer in Gallië |
| Julianus Apostata                    | Flavius Claudius Julianus                                                            | 355-361 onderkeizer 361-363 keizer      | Gesneuveld tegen de Perzen |
| Jovianus                             | Flavius Iovianus                                                                     | 363-364                                 | Geen lid van de Constantinische dynastie                                                                                         |
| Valentiniaanse dynastie              |                                                                                      |                                         | |
| Valentinianus I                      | Flavius Valentinianus                                                                | 364-375                                 | Keizer in het westen |
| Firmus                               | onbekend                                                                             | 372–375                                 | Tegenkeizer in Afrika, pleegde zelfmoord                                                                                         |
| Valens                               | Flavius Valens                                                                       | 364-378                                 | Keizer in het oosten, gesneuveld                                                                                                 |
| Procopius                            | onbekend                                                                             | 365–366                                 | Tegenkeizer in het oosten, geëxecuteerd                                                                                          |
| Marcellus                            | onbekend                                                                             | 366                                     | Tegenkeizer in het oosten, geëxecuteerd                                                                                          |
| Gratianus                            | Flavius Gratianus                                                                    | 367-383                                 | Keizer in het westen, op de vlucht gedood                                                                                        |
| Valentinianus II                     | Flavius Valentinianus                                                                | 375-392                                 | Keizer in het westen |
| Magnus Maximus                       | onbekend                                                                             | 383-388                                 | Tegenkeizer in het westen, erkend door Theodosius I, gedood door zijn eigen troepen                                              |
| Flavius Victor                       | Flavius Victor                                                                       | 386–388                                 | Tegenkeizer in het westen, zoon van Magnus Maximus                                                                               |
| Eugenius                             | Flavius Eugenius                                                                     | 392–394                                 | Tegenkeizer in het westen, vermoord door soldaten                                                                                |
| Theodosiaanse dynastie               |                                                                                      |                                         | |
| Theodosius I                         | Flavius Theodosius                                                                   | 379-395                                 | Keizer in het oosten, vanaf 394 laatste heerser van het gehele rijk, verhief het christendom tot staatsgodsdienst                |
| Arcadius                             | Flavius Arcadius                                                                     | 395-408                                 | Keizer van het oostelijke rijk, zoon van Theodosius                                                                              |
| Honorius                             | Flavius Honorius                                                                     | 395-423                                 | Keizer van het westelijke rijk, zoon van Theodosius                                                                              |
| Gratianus II                         | Gratianus                                                                            | 406-407                                 | Tegenkeizer in het westen, geëxecuteerd                                                                                          |
| Marcus                               | Marcus                                                                               | 407                                     | Tegenkeizer in het westen, geëxecuteerd                                                                                          |
| Constantijn III van Rome             | Flavius Claudius Constantinus                                                        | 407-411                                 | Tegenkeizer in het westen, geëxecuteerd                                                                                          |
| Constans II van Rome                 |                                                                                      | 409-411                                 | Zoon en mede-tegenkeizer van Constantijn III, geëxecuteerd                                                                       |
| Priscus Attalus                      | onbekend                                                                             | 409-410 414-415                         | Tegenkeizer in Rome |
| Maximus van Hispania                 | onbekend                                                                             | 409-411 419-421                         | Tegenkeizer in Hispania, geëxecuteerd                                                                                            |
| Jovinus                              | onbekend                                                                             | 411-413                                 | Tegenkeizer in Gallië, geëxecuteerd                                                                                              |
| Sebastianus                          | onbekend                                                                             | 412-413                                 | Broer en medekeizer van Jovinus, geëxecuteerd                                                                                    |
| Constantius III                      | Flavius Constantius                                                                  | 421-421                                 | Medekeizer van Honorius |
| Theodosius II                        | Flavius Theodosius                                                                   | 408-450                                 | Keizer van het oostelijke rijk                                                                                                   |
| Johannes                             | onbekend                                                                             | 423-425                                 | Keizer van het westelijke rijk, geen lid van de Theodosiaanse dynastie                                                           |
| Valentinianus III                    | Flavius Placidus Valentinianus                                                       | 425-455                                 | Keizer van het westelijke rijk, vermoord door aanhangers van Aëtius                                                              |
| Marcianus                            | Flavius Marcianus                                                                    | 450-457                                 | Keizer van het oostelijke rijk, aangetrouwd lid van de dynastie                                                                  |
| Ondergang van het West-Romeinse Rijk |                                                                                      |                                         | |
| Petronius Maximus                    | Petronius Maximus                                                                    | 455-455                                 | Keizer van het westelijke rijk, gedood op de vlucht voor de Vandalen                                                             |
| Avitus                               | Eparchius Avitus                                                                     | 455-456                                 | Keizer van het westelijke rijk, afgezet door de senaat, op de vlucht gedood                                                      |
| Leo I                                | Leo                                                                                  | 457-474                                 | Keizer van het oostelijke rijk                                                                                                   |
| Majorianus                           | Julius Valerius Maiorianus                                                           | 457-461                                 | Keizer van het westelijke rijk, door Ricimer afgezet en geëxecuteerd                                                             |
| Libius Severus                       | Libius Severus                                                                       | 461-465                                 | Keizer van het westelijke rijk, door het oosten niet erkend                                                                      |
| Interregnum in het westen            |                                                                                      |                                         | |
| Anthemius                            | Procopius Anthemius                                                                  | 467-472                                 | Keizer van het westelijke rijk, gevangengenomen en geëxecuteerd door Ricimer                                                     |
| Olybrius                             | Anicius Olybrius                                                                     | 472-472                                 | Door Ricimer verheven tot keizer van het westelijke rijk                                                                         |
| Glycerius                            | onbekend                                                                             | 473-474                                 | Keizer van het westelijke rijk, door het oostelijke rijk niet erkend, afgezet door Julius Nepos                                  |
| Leo II                               | Leo                                                                                  | 474-474                                 | Keizer van het oostelijke rijk, kleinzoon van Leo I                                                                              |
| Julius Nepos                         | Julius Nepos                                                                         | 474-480                                 | Keizer van het westelijke rijk, door Orestes uit Rome verdreven in 475, in 480 in Dalmatië vermoord                              |
| Romulus Augustulus                   | Romulus Augustus                                                                     | 475-476                                 | Keizer van het westelijke rijk. Zoon van Orestes, verdreven door Odoaker.                                                        |
| Zeno                                 | Tarasicodissa Zeno                                                                   | 474-491                                 | Aanvaardde het einde van het westelijke rijk. Stuurde in 488 Theodorik naar Italië om daar het bewind van Odoaker te beëindigen. |
| Basiliscus                           | Flavius Basiliscus                                                                   | 475-476                                 | Tegenkeizer in het oostelijke rijk, stierf in ballingschap                                                                       |
| Leontius I                           | Leontios                                                                             | 484-488                                 | Tegenkeizer in het oostelijke rijk                                                                                               |
| Anastasius I                         | Flavius Anastasius                                                                   | 491-518                                 | Accepteerde Theodorik I als heerser van Italia                                                                                   |
| Burdunellus                          | Burdunellus                                                                          | 496                                     | Tegenkeizer in Hispania, vermoord door Alarik II                                                                                 |
| Justiniaanse dynastie                |                                                                                      |                                         | |
| Justinus I                           | Flavius Iustinus (Grieks: Φλάβιος Ἰουστίνος)                                         | 518-527                                 | |
| Justinianus I                        | Flavius Petrus Sabbatius Iustinianus (Grieks: Φλάβιος Πέτρος Σαββάτιος Ιουστινιανός) | 527-565                                 | Heroverde Rome, Italië en een deel van het westelijke Rijk                                                                       |
| Justinus II                          | Flavius Iustinus (Grieks: Φλάβιος Ἰουστίνος)                                         | 565-578                                 | |
| Tiberius II Constantijn              | Flavius Tiberius Constantinus (Grieks: Φλάβιος Τιβέριος Κωνσταντίνος)                | 574-582                                 | |
| Mauricius                            | Flavius Mauricius Tiberius Augustus (Grieks: Φλάβιος Μαυρίκιος Τιβέριος Αύγουστος)   | 582-602                                 | Werd vermoord door zijn opvolger                                                                                                 |
| Phocas                               | Flavius Phocas (Grieks: Φλάβιος Φωκάς)                                               | 602-610                                 | Geen lid van de Justiniaanse dynastie                                                                                            |